# Natalizumab
Natalizumab (preparaty handlowe Antegren i Tysabri) – przeciwciało monoklonalne przeznaczone do stosowania jako lek w terapii stwardnienia rozsianego (SM). 
Natalizumab zalecany jest tym chorym na stwardnienie rozsiane, których reakcja na inne leki modyfikujące przebieg choroby była niewystarczająca oraz tym, którzy nie tolerowali tych leków. Działa na poziomie komórkowym, uniemożliwiając leukocytom (składnikom układu odpornościowego) przedostawanie się z krwi do mózgu, gdzie mogą powodować uszkodzenia powodujące SM. Stwierdzono, że natalizumab jest skutecznym lekiem w nawracających postaciach SM – zmniejsza ryzyko występowania rzutów i spowalnia pogłębianie się niesprawności. Początkowo lek ten był podawany co 4 tygodnie we wlewie dożylnym w gabinecie lekarskim. Obecnie dostępna jest także forma podania podskórnego.
Najpoważniejszym zagrożeniem związanym z przyjmowaniem natalizumabu jest możliwość wystąpienia rzadkiej i groźnej choroby mózgu o podłożu zakaźnym, postępującej leukoencefalopatii wieloogniskowej. Z tej przyczyny lek nie został zatwierdzony w terapii choroby Crohna (pomimo stwierdzonego korzystnego wpływu na przebieg tej choroby), natomiast w przypadku stwardnienia rozsianego uznano, że korzyści stosowania natalizumabu przewyższają ryzyko i lek został dopuszczony do stosowania na terenie Unii Europejskiej w 2006 roku.